# 세인트 앤드류스 칼리지 (오로라)
세인트 앤드류스 칼리지 (St. Andrew's College) 줄여서 SAC는 1899년 설립된 캐나다 온타리오주 오로라에 위치한 사립남자학교이다.
SAC는 캐나다 학년으로 5학년부터 12학년의 학생들에게 학업 성취와 스포츠, 리더십 개발을 중심으로 대학진학에 필요한 교육을 제공하고 있다.
SAC가 처음 세워진 곳은 현재 토론토시의 북쪽인 현재 Bayview Avenue(과거 Yonge Street)와 York Mills Road 사이의 York Mills 마을이라고 불렸던 지역 근처이지만, 1905년에 Rosedale로 옮기고, 1926년에 현 학교위치인 오로라시로 캠퍼스를 이전했다.
캠퍼스는 110에이커 (0.45 km 2 )의 용지이며, SAC 캠퍼스 건축양식은 조지안(Georgian)스타일로 전통적인 사각형 안뜰 형식이다.
SAC는 교내에 4개의 기숙사 건물이 있으며 전체 학생수 절반인 약 300명의 학생들을 수용하고 있다. 또한 상당수의 교직원들이 교내에서 거주하고 있다.

## 교육
학교의 사명은 완전한 인간, 즉 균형잡힌 시민으로의 성장에 헌신으로 학교 커리큘럼상 스포츠는 의무항목이며 학교생활과 문화에 필수적이라고 간주된다.
SAC에서는 22개의 스포츠에 걸쳐 62개의 팀이 운영되고 있다.
학생들은 대학 진학 및 대학 교육을 대비하기 위한 Advanced Placement(AP)를 포함한 광범위의 다양한 수업들을 선택할 수 있다.
또한 많은 AP 시험들이 교내에서 치러지며 제공되는 AP과목들로는 화학, 영어, 미적분, 통계, 경제 그리고 컴퓨터과학이 있다.
SAC는 100% 대학 합격율을 지니고 있고 졸업생들은 미국, 캐나다, 영국을 포함하여 전세계에 있는 대학들로 진학한다.
2002년부터 캠퍼스내 모든 교실과 공동 장소에서는 무선인터넷 사용이 가능해졌다.

## 학생
캐나다 학년상 5학년부터 8학년까지의 학생들은 중학교 과정으로 9학년부터 12학년까지의 학생들은 고등학교과정으로 나뉜다.
중학교 과정의 기숙학생들은 Macdonald 기숙사로 배정되고 Macdonald 기숙사에서 생활한다.
고등학교 과정의 기숙학생들은 Flavelle, Sifton, Memorial기숙사로 분류 배정되고 각 기숙사에서 생활한다.
각 기숙사는 그대로 클랜으로 이어지며 중학교 과정의 통학 학생들은 Douglas, Montrose, Wallace, Bruce 클랜으로 분류된다.
고등학교 과정의 통학학생들은 Ramsey, Laidlaw, Smith, Perrier 클랜으로 나뉜다. 학생들은 클랜별로 다양한 활동을 통해 클랜 포인트를 얻을 수 있다.
세인츠 앤드류스 칼리지에 다니는 학생들은 다양한 출신 배경을 지니고 있다.
총 학생수의 50%가 기숙사생활을 하고있고 기숙학생중 절반정도가 한국, 미국, 중국, 일본, 홍콩, 멕시코, 대만, 필리핀, 독일, 인도네시아, 스페인, 네팔 등 25개 이상의 국가 출신으로 이루어져 있다.
나머지 50%의 학생들은 여러 주와 도시 출신의 캐나다 학생들로 이루어져 있다.

## 스포츠
세인츠 앤드류스 칼리지는 온타리오 주 소재 사립학교 스포츠 리그인 리틀 빅 포(Ridley College, Trinity College School, Upper Canada College 포함)의 원년 멤버로서 매년 학교대표팀들의 사진이 체육관의 1층 2층에 전시되어 있다.
스포츠 활동 참여는 필수로서 - 고등학교 학생들은 1년에 3개 중 2개의 스포츠 팀에 참여해야하고, 중학교 학생들은 1년에 3개 중 3개 모두에 스포츠 팀에 참여하여야 한다.

세인츠 앤드류스 칼리지는 계절에 따라 아래의 스포츠 종목 별로 팀들을 운영하고 있다.
| - 미식축구 - 크로스 컨트리 달리기 - 축구 - 배구 | - 알파인 스키 - 농구 - 바이애슬론 - 컬링 - 펜싱 - 아이스하키 - 노르딕 스키 - 스쿼시 - 수영 | - 배드민턴 - 야구 - 크리켓 - 골프 - 라크로스 - 럭비 - 탁구 - 테니스 - 트랙& 필드 - 철인삼종경기 |

## 학군단
세인츠 앤드류스 칼리지는 캐나다에서 두번째로 큰 Royal Canadian Army Cadets Corps (학군단)을 유지하고 있다. 1905년에 설립된 #142 St. Andrew's College Highland Cadet Corps은 현재 학점이 인정되는 다년의 리더십교육 프로그램이다.
SAC의 학군단은 48th Highlanders of Canada와 연계되어 있어 동일한 모토와 ("Dileas Gu Brath" - "Faithful Forever" - "영원히 충직한") 제복(진홍색 튜닉과 모던 고든 타탄무늬)을 보유하고 있다.
SAC의 학군단에 포함된 파이프와 드럼 밴드는 학군단 중 가장 잘 알려진 부분중 하나이다. 파이프와 드럼 밴드의 역할은 행군 중 부대를 위해 음악을 제공하는 것이다. 따라서 밴드는 행군시마다 부대의 앞 또는 중앙에 위치한다.
학군단은 캐나다 육군과 매우 유사하다. SAC의 모든 학생들은 8학년부터 학군단 프로그램에 꼭 참여하여만 한다. 학군단에서 지휘관 위치까지 계속해 나가고 싶은 생도들은 소대 지휘자나 학군단 내 고위 지휘관으로 지원할 수 있다.
학군단 프로그램은 각 학년에 맞춰 4개의 필수 단계가 있는데 아래와 같다.
- 그린스타 (8학년) - 그린스타 최종시험을 통과할 경우, 생도에서 이등병으로 진급한다.
- 레드스타 (9학년) - 레드스타 최종시험을 통과할 경우, 일등병에서 상등병으로 진급한다.
- 실버스타(10학년) - 실버스타 최종시험을 통과할 경우, 상등병에서 병장으로 진급한다.
- 골드스타(11학년) - 골드스타 최종시험을 통과할 경우, 병장에서 하사로 진급한다.

### 계급 체계
캐나다 군과 비슷하게, 생도는 학군단 인증 인사평가와 리더십 함양을 통해 진급할 수 있다. 계급 체계는 Royal Canadian Army Cadets의 계급 체계와 동일하며 학군단 중 몇 안되게 생도의 장교 계급을 유지하고 있는 것이 특색이다.

### 파이프와 드럼
일반 학군단에 더하여, 파이프와 드럼 밴드 또한 SAC학군단에서 중요하다. 국제적으로 유명한 파이프와 드럼 프로그램을 통해 수백명의 생도들을 SAC의 여름캠프로 끌어들이고 있다.
일반 학군단 생도와 같이 파이브와 드럼 밴드원들도 같은 방식으로 진급할 수 있다.

## 학교 행사
매년 세인츠 앤드류스 칼리지 특별한 행사를 개최한다. 행사 중 일부는 학교 전체 학생회와 관련되며, 몇몇 행사는 올드 보이스(SAC 졸업생) 및 그 친구 및 가족을 초청한다.
학교 행사들 중 일부는 학교의 문화와 전통 유지에 큰 영향을 미치고 일부는 모금활동 행사로 사용된다 .
- 홈 커밍 (Homecoming) - 9월에  졸업생들을 위한 SAC으로 돌아오는 연례 모임이다.  5, 10, 15, 20, 25, 30, 35, 40, 45년 재결합 저녁 식사와 함께 개최되는이 연례 모임은 SAC 공동체 전체를 대상으로한다. 홈 커밍 기념 행사에는 쿼드(Quad)와 그레이트 홀 (Great Hall)의 어린이 게임과 미식축구와 축구를 포함한 다양한 스포츠 경기가 진행된다. 고등학생들을 위한 홈 커밍 이벤트에는 토요일 저녁에 홈커밍 댄스가 있다.
- 세인츠 앤드류의 저녁 식사 (St. Andrew's Dinner)- 매년 11 월 세인츠 앤드류의 밤과 저녁 식사가 스코트랜드 전통음식인 해기스와 함께 진행된다. 모든 학생들은 이 특별 행사를 위해 스코트랜드 전통의상인 킬트를 착용해야한다 . 연간 생도 검사와 마찬가지로 St. Andrew's Dinner는 학교 설립 이래로 자리를 잡고 있으며 학교의 스코틀랜드 전통 보존에 필수적이다.
- MacPherson Tournament - SAC의 대표 아이스하키팀이 MacPherson Cup대회의 우승을 위해 다른 학교의 하키팀과 경쟁하는 연례 하키이벤트이다. 대회는 은 3명의 SAC 졸업생: Lloyd MacPhearson, Jim Hamilton, Bob Meagher의 이름을 딴 것이다. 3명 모두 열정적으로 하키를 사랑했고 SAC 하키 팀에 크게 기여했다.
- 앤드리안 크리스마스 (Andrean Christmas) - 매년 12 월 토론토 미드 타운의 Roy Thompson Hall에서 캐롤 서비스라고도 불리는 크리스마스 기념 행사가 열리고 학교의 뮤지션들이 공연을 한다. Roy Thomson Hall 교회는 2,000명이 넘는 사람들을 수용할 수 있고 매년 객석은 가득 채워진다. 연간 생도 검사와 마찬가지로 캐롤 서비스는 SAC의 모든 학생들이 참가해야 하는 필수 행사이다.
- 학군단 연주회  -이 음악 콘서트에서는 학군단의 파이프와 드럼 밴드가 공연을 하고 오케스트라 밴드 및 솔리스트, 타악기 연주자 및 댄서도 무대를  선보이다. 연주곡들은 전통적인 켈트 음악 , 군대 음악 및 몇몇 쇼 곡을 중심으로 공연이 진행된다.
- Focus Festival of the Arts -이 프로그램은 학생, 학부모 및 손님들을 위한 3 일간의 연극, 영화제, 시각 예술, 음악 및 사교 행사이다. 이 이벤트에서 학생들은 자신들의 연극을 제작하고 크고 작은 공연에서 연출, 제작 또는 연기하여 참여하도록 권장된다.
- 연간 생도 검사 (Annual Cadet Inspection)- SAC의 모든 학생은 연간 생도 검사에 참여하여야 한다. 검사는 대개 5 월에 열리며 캐나다 전역의 저명한 대표자들에게 학교 생도들의 훈련상태 검사를 요청한다. 1906년 이래 뿌리를 찾은 전통 인이 연례 검사는 학교의 정체성에 필수적이며 학교의 스코틀랜드 문화 보존에 도움을 준다.
- 시상식 날 - 시상식 날에는 학생들의 학업성취도의 수상이 이뤄지, 학생들이 많은 상과 상장을 수여받는다. 중학교와 고등학교를 위한 두 가지 의식이 있다. 시상식 날은 기말시험이 끝나고 6월 초에 이뤄진다.